# .vi
.vi는 미국령 버진아일랜드의 인터넷 국가 코드 최상위 도메인이다.

## 2차 도메인
두 글자 이상의 2차 도메인이 허용되지만 미국령 버진아일랜드만을 위한 것이다. 3차 도메인은 이보다 제한이 약하다.
3차 도메인 등록은 .co.vi, .org.vi .com.vi, .net.vi, .k12.vi에서 가능하다.
biz.vi 도메인은 상업적인 계급이 아니다. 단지 다른 도메인과 같은 표준 도메인일 뿐이며, 무료 URL 리다이렉션 서비스를 위해 쓰인다.

## 같이 보기
- .vg
- .us